# Louvigny (Calvados)
Louvigny è un comune francese di 2 802 abitanti situato nel dipartimento del Calvados nella regione della Normandia.

## Società

### Evoluzione demografica
Abitanti censiti